# 9. SS-Panzer-Division Hohenstaufen
9. SS-Panzer-Division Hohenstaufen, pansardivision i Waffen-SS. Enheten bildades i Frankrike i februari 1943 tillsammans med "systerenheten" 10. SS-Panzer-Division Frundsberg. Hohenstaufen var ursprungligen en pansargrenadjärdivision och blev pansardivision i oktober 1943. Befälhavare över divisionen var SS-Gruppenführer Wilhelm Bittrich (senare SS-Obergruppenführer). Divisionen fick sitt namn efter den gamla tyska adelssläkten Hohenstaufen.

## Tillkomst
En andra stor expansion av Waffen-SS planerades under slutet av 1942 och i början av 1943 började man sätta upp fyra nya pansargrenadjärdivisioner, tre av dessa divisioner kom att omvandlas till rena pansardivisioner innan de gick i strid för första gången. Dessa skulle heta 9. SS-Panzer-Division Hohenstaufen, 10. SS-Panzer-Division Frundsberg, 11. SS Freiwilligen-Panzergrenadier-Division Nordland och 12. SS-Panzer-Division "Hitlerjugend". Divisionen började sättas upp den 8 februari 1943 vid utbildningslägret Mailly-le-Camp öster om Paris från kaderpersonal ur 1. SS-Panzer-Division "Leibstandarte SS Adolf Hitler". Vid det här laget kunde SS inte längre förlita sig på frivilliga för att bygga upp de nya förbanden. Värnpliktiga soldater kom att utgöra upp till 70 procent av manskapet i systerdivisionerna 9. SS-Panzer-Division Hohenstaufen och 10. SS-Panzer-Division Frundsberg. I oktober 1943 utökades divisionen till en pansardivision genom att en bataljon med Panther förstärkte divisionen.

## Östfronten
Senvintern 1944 inringades den tyska 1. Panzerarmee i Ukraina. Fältmarskalk Erich von Manstein begärde att Hohenstaufen och Frundsberg skulle skickas till östfronten för att försöka bryta genom den sovjetiska inringningen och på så vis rädda 1. Panzerarmee. Hohenstaufen och Frundsberg anlände i slutet av mars 1944. De båda divisionerna ingick i II. SS-Pansarkåren. Efter hårda strider mot Röda Armén kring staden Tarnopol lyckades Hohenstaufen och Frundsberg nå kontakt med 1. Panzerarmee nära staden Buczacz. Hohenstaufen hade lidit svåra förluster under anfallet. I slutet av april drogs Hohenstaufen ur frontlinjen för vila och reorganisation och utgjorde armégrupp Nordukraines reserv.

## Västfronten - Normandie
Efter de allierades landstigning i Normandie sändes Hohenstaufen dit den 12 juni. Allierat flyg orsakade både förluster och förseningar (divisionen transporterades på järnväg). Divisionen ankom inte till Normandie förrän den 26 juni. Ursprungligen var tanken att sätta in Hohenstaufen och Frundsberg som en motanfallstyrka, men det strategiska läget innebar att Hohenstaufen fick inrikta sig på försvar. Hohenstaufen var inblandad i hårda strider kring staden Caen och led svåra förluster. Divisionen drogs ur frontlinjen den 10 juli för en kort vila. Senare deltog Hohenstaufen vid försvaret av kulle 112 och drogs återigen ur frontlinjen den 15 juli. Hohenstaufen genomförde därefter hårda defensiva strider mot brittiskt pansar under Operation Goodwood. I samband med den allmänna tyska reträtten i Normandie i augusti retirerade Hohenstaufen under strid genom Frankrike och Belgien. Divisionsbefälet togs över av SS-Obersturmbannführer Walter Harzer. I början av september drogs divisionen ur fronten och beordrades till den holländska staden Arnhem för vila och återhämtning. Divisionens styrka var cirka 7 000 man, mindre än hälften av den styrka som ankommit till Normandie i juni.

## Arnhem
Hohenstaufen började återhämta sig vid Arnhem. Huvuddelen av dess pansarfordon lastades på tåg och skulle transporteras till reparationsverkstäder i Tyskland. Den 17 september genomförde de allierade en stor luftlandsättning vid Arnhem, Operation Market Garden. Den brittiska 1st Airborne Division landade vid Oosterbeek väster om Arnhem. Wilhelm Bittrich, som nu var chef för II. SS-Pansarkåren, beordrade Hohenstaufen att omedelbart gå i aktion mot de brittiska fallskärmsförbanden, säkra den viktiga Arnhem-bron och ockupera Arnhem. Divisionens pansarfordon lastades av tågen, och mekaniker arbetade frenetiskt med att göra dem stridsberedda. Av divisionens bepansrade enheter var bara dess spaningsbataljon, SS-Aufklärungs-Abteilung 9 omedelbart insatsberedd. Harzer skickade Hohenstaufen till Arnhem, där de genast råkade i strid med de brittiska fallskärmssoldater.  Spaningsbataljonen, under befäl av SS-Hauptsturmführer Paul Gräbner skickades över bron för att rekognoscera området kring Nijmegen. När bataljonen gjorde detta hade dock brittiska fallskärmssoldater, under befäl av överste John Frost, grupperat sig kring den norra änden av bron. Gräbner återvände från sitt spaningsuppdrag på morgonen den 18 september och beordrade sin bataljon att anfalla norrut över bron. Exakt varför han gjorde detta är oklart, och spaningsbataljonen blev praktiskt taget förintad av brittisk eldgivning på bron, bland annat med PIAT pansarvärnsvapen. 22 fordon förstördes och Gräbner själv stupade. Denna berömda strid återges i filmen A Bridge Too Far. Slaget om Arnhem slutade dock med seger för Hohenstaufen. Under åtta dagar stred divisionen mot de brittiska fallskärmssoldaterna, huvudsakligen i och väster om Arnhem. Hohenstaufen spelade en viktig roll i den tyska segern under Operation Market Garden.

## Ardenneroffensiven
Efter slaget om Arnhem sändes Hohenstaufen till Paderborn för en välbehövlig vila och reorganisation. Den 12 december förflyttades divisionen till Munstereifel. Divisionen var öronmärkt att delta i Ardenneroffensiven (Unternehmen Wacht am Rhein). Hohenstaufen sattes in gradvis på 6. SS Panzer-Armees sektor. När tyskarnas anfall på det norra frontavsnittet misslyckades skickades Hohenstaufen söderut för att delta i anfallen kring Bastogne. Hohenstaufen led svåra förluster, bland annat på grund av det allierade flyget. Under januari 1945 deltog Hohenstaufen i reträttstrider mot tyska gränsen. Mot slutet av månaden skickades divisionen till Kaufenheim-Mayen för att byggas upp än en gång. 

## Ungern 1945
I slutet av februari skickades Hohenstaufen till Ungern för att delta i tyskarnas sista offensiv, Operation Frühlingserwachen. Offensiven startade den 6 mars men det stod snart klart att den skulle misslyckas, trots vissa framgångar i inledningsskedet. Hohenstaufen, liksom resten av de tyska stridskrafterna, gick över på defensiven och genomförde reträttstrider under resten av kriget. Spillrorna av Hohenstaufen kapitulerade den 8 maj till den amerikanska armén i området Steyr-Amstetten (Österrike).

## Övrigt
Medlemmarna av Hohenstaufen bar ett tygband på uniformsärmen med texten "Hohenstaufen". Divisionens symbol var ett stort "H" med ett svärd.

## Divisionschefer
- SS-Obergruppenführer - Wilhelm Bittrich (15 feb 1943 - 29 juni 1944)
- SS-Oberführer - Thomas Müller (29 juni 1944 - 10 juli 1944)
- SS-Brigadeführer - Sylvester Stadler (10 juli 1944 - 31 juli 1944)
- SS-Oberführer - Friedrich-Wilhelm Bock (31 juli 1944 - 29 aug 1944)
- SS-Standartenführer - Walter Harzer (29 aug 1944 - 10 okt 1944)
- SS-Brigadeführer - Sylvester Stadler (10 okt 1944 - 8 maj 1945)